# Lakhanpur (Jhapa)
Pour les articles homonymes, voir Lakhanpur.
Lakhanpur (en népalais : लखनपुर) est un comité de développement villageois du Népal situé dans le district de Jhapa. Au recensement de 2011, il comptait 20 419 habitants.